# Hermann Weigel
Hermann Gustav Adolf Weigel (* 20. Dezember 1828 in Kassel; † 30. April 1887 ebenda) war ein deutscher Jurist und Reichstagsabgeordneter.

## Leben
Weigel studierte Rechtswissenschaften von 1847 bis 1851 in Bonn, Marburg und Berlin. Während seines Studiums wurde er 1847 Mitglied der Bonner Burschenschaft Frankonia. 1852 wurde er Referendar beim Obergericht in Kassel. Von 1856 bis 1858 betrieb er volkswirtschaftliche Studien abwechselnd in Bremen, Berlin und Hamburg. Seit Ende 1858 war er als Sekretär der Handelskammer und Syndikus der Börse in Breslau beteiligt an den Verhandlungen des volkswirtschaftlichen Kongresses und des Handelstags. Seit Herbst 1862 war er Rechtsanwalt in Kassel, von 1863 bis zur Annexion der Kurfürstentums infolge des Deutschen Kriegs Mitglied der letzten beiden Kurhessische Ständeversammlungen. Von 1868 bis 1886 war er Mitglied des Kommunallandtag Kassel in der neu geschaffenen Provinz Hessen-Nassau. Im Frühjahr 1870 wurde er in Kassel zum zweiten Bürgermeister gewählt, er legte diese Stelle im Frühjahr 1873 nieder.
Mitglied des konstituierenden Reichstags wurde er für den Reichstagswahlkreis Regierungsbezirk Kassel 2 (Kassel-Melsungen). Zum ersten Reichstag des Norddeutschen Bundes wurde er im gleichen Wahlkreis und auch in Reichstagswahlkreis Regierungsbezirk Kassel 8 (Hanau-Gelnhausen) gewählt, nahm er die Wahl für letzteren an und vertrat diesen Kreis bis 1881 auch im Deutschen Reichstag, jeweils für die Nationalliberale Partei. Von 1874 bis 1881 war er auch Schriftführer des Reichstags. Er war Mitglied der Deputation des Reichstags nach Versailles im Dezember 1870. 1876 wurde er für Kassel Mitglied des Herrenhauses auf Lebenszeit.